# Concession d’utilisation du domaine public maritime (France)
Le domaine public maritime, inaliénable et imprescriptible, peut faire l’objet d’occupations privatives sous les formes suivantes :
- l’autorisation d’occupation temporaire (AOT), outil juridique de droit commun, précaire et révocable ;
- les concessions ostréicoles ou les titres miniers, pour lesquels l’autorisation relève de critères spécifiques ;
- les autorisations de mouillage collectif, forme particulière d’AOT ;
- la concession d’utilisation du domaine public maritime en dehors des ports, instituée par le décret du 29 mars 2004.